# Активность радиоактивного источника
Акти́вность радиоакти́вного исто́чника — число элементарных радиоактивных распадов в единицу времени.

## Производные величины
Удельная активность — активность, приходящаяся на единицу массы вещества источника.
Объёмная активность — активность, приходящаяся на единицу объёма источника. 
Удельная и объёмная активности используются, как правило, в случае, когда радиоактивное вещество распределено по объёму источника.
Поверхностная активность — активность, приходящаяся на единицу площади поверхности источника. Эта величина применяется для случаев, когда радиоактивное вещество распределено по поверхности источника.

## Единицы измерения активности
В Международной системе единиц (СИ) единицей активности является беккерель (русское обозначение: Бк; международное: Bq); 1 Бк = с−1. В образце с активностью 1 Бк происходит в среднем 1 распад в секунду.
Внесистемными единицами активности являются:
- кюри (русское обозначение: Ки; международное: Ci); 1 Ки = 3,7⋅1010 Бк (точно).
- резерфорд (русское обозначение: Рд; международное: Rd); 1 Рд = 106 Бк (точно). Единица используется редко.

Удельная активность измеряется в беккерелях на килограмм (Бк/кг, Bq/kg), иногда Ки/кг и т. д. Системная единица объёмной активности — Бк/м³, часто используются также Бк/л. Системная единица поверхностной активности — Бк/м², часто используются также Ки/км² (1 Ки/км² = 37 кБк/м²).
Существуют также устаревшие внесистемные единицы измерения объёмной активности (применяются только для альфа-активных нуклидов, обычно газообразных, в частности для радона):
- махе; 1 махе = 13,5 кБк/м3;
- эман; 1 эман = 0,1 нКи/л = 3,7 Бк/л = 3700 Бк/м3.

## Зависимость активности от времени
Активность (или скорость распада), то есть число распадов в единицу времени, согласно закону радиоактивного распада зависит от времени следующим образом:
{\displaystyle A(t)=-{\frac {dN}{dt}}=\lambda N={\frac {\ln 2}{T_{1/2}}}\,N_{0}\,2^{-{\frac {t}{T_{1/2}}}}={\frac {\ln 2}{T_{1/2}}}\,{\frac {m}{\mu }}\,N_{A}\,2^{-{\frac {t}{T_{1/2}}}}=A_{0}\,2^{-{\frac {t}{T_{1/2}}}},}
где
- NA — число Авогадро,
- T1/2 — период полураспада,
- N(t) — количество радиоактивных ядер данного типа,
- N0 — их начальное количество,
- λ — постоянная распада,
- μ — молярная масса радиоактивных ядер данного типа,
- m — масса образца (радиоактивных ядер данного типа).

Здесь предполагается, что в образце не появляются новые ядра данного радионуклида, в противном случае зависимость активности от времени может быть более сложной. Так, хотя период полураспада радия-226 всего 1600 лет, активность 226Ra в образце урановой руды совпадает с активностью урана-238 в течение почти всего времени существования образца (кроме первых 1-2 миллионов лет до установления векового равновесия, когда активность радия даже растёт).

## Вычисление активности источника
Зная период полураспада (T1/2) и молярную массу (μ) вещества, из которого состоит образец, а также массу m самого образца, можно вычислить значение числа распадов, произошедших в образце за период времени t по следующей формуле (полученной из уравнения радиоактивного распада):
{\displaystyle N(t)=N_{0}\left(1-2^{-{\frac {t}{T_{1/2}}}}\right),}
где {\displaystyle N_{0}={\frac {m}{\mu }}N_{A}} — начальное количество ядер. Активность равна (с точностью до знака) производной по времени от N(t):
{\displaystyle A=-dN(t)/dt={\frac {N_{0}\ln 2}{T_{1/2}}}\cdot 2^{-{\frac {t}{T_{1/2}}}}.}
Если период полураспада велик по сравнению с временем измерений {\displaystyle (t\ll T_{1/2}),} активность можно считать постоянной. В этом случае формула упрощается:
{\displaystyle A={\frac {N_{0}\ln 2}{T_{1/2}}}.}
При этом удельная активность 
{\displaystyle a={\frac {A}{m}}={\frac {N_{A}\ln 2}{\mu \cdot T_{1/2}}}.}
Величина {\displaystyle \lambda ={\frac {\ln 2}{T_{1/2}}}} называется константой распада (или постоянной распада) радионуклида. Обратная ей величина {\displaystyle \tau =1/\lambda ={\frac {T_{1/2}}{\ln 2}}} называется временем жизни (совпадает с периодом полураспада с точностью до коэффициента 1/ln 2 ≈ 1/0,69 ≈ 1,44; её физический смысл — время, в течение которого количество радионуклида уменьшается в е раз).
Зачастую на практике приходится решать обратную задачу — определять период полураспада радионуклида, из которого состоит образец. Один из методов решения этой задачи, подходящий для коротких периодов полураспада, — измерения активности исследуемого препарата через различные промежутки времени. Для определения длинных периодов полураспада, когда активность за время измерения практически постоянна, необходимо измерить активность и количество атомов распадающегося радионуклида:
{\displaystyle T_{1/2}={\frac {N_{0}\ln 2}{A}}.}

## Примеры
- Удельная активность радия-226 — 1 Ки/г.
- Типичная объёмная активность радона в воздухе над материками — 10…100 Бк/м³.
- Поверхностная активность цезия-137 в 30-километровой зоне вокруг Чернобыльской АЭС достигает десятков Ки/км².